# NATO-Gipfel in Den Haag 2025

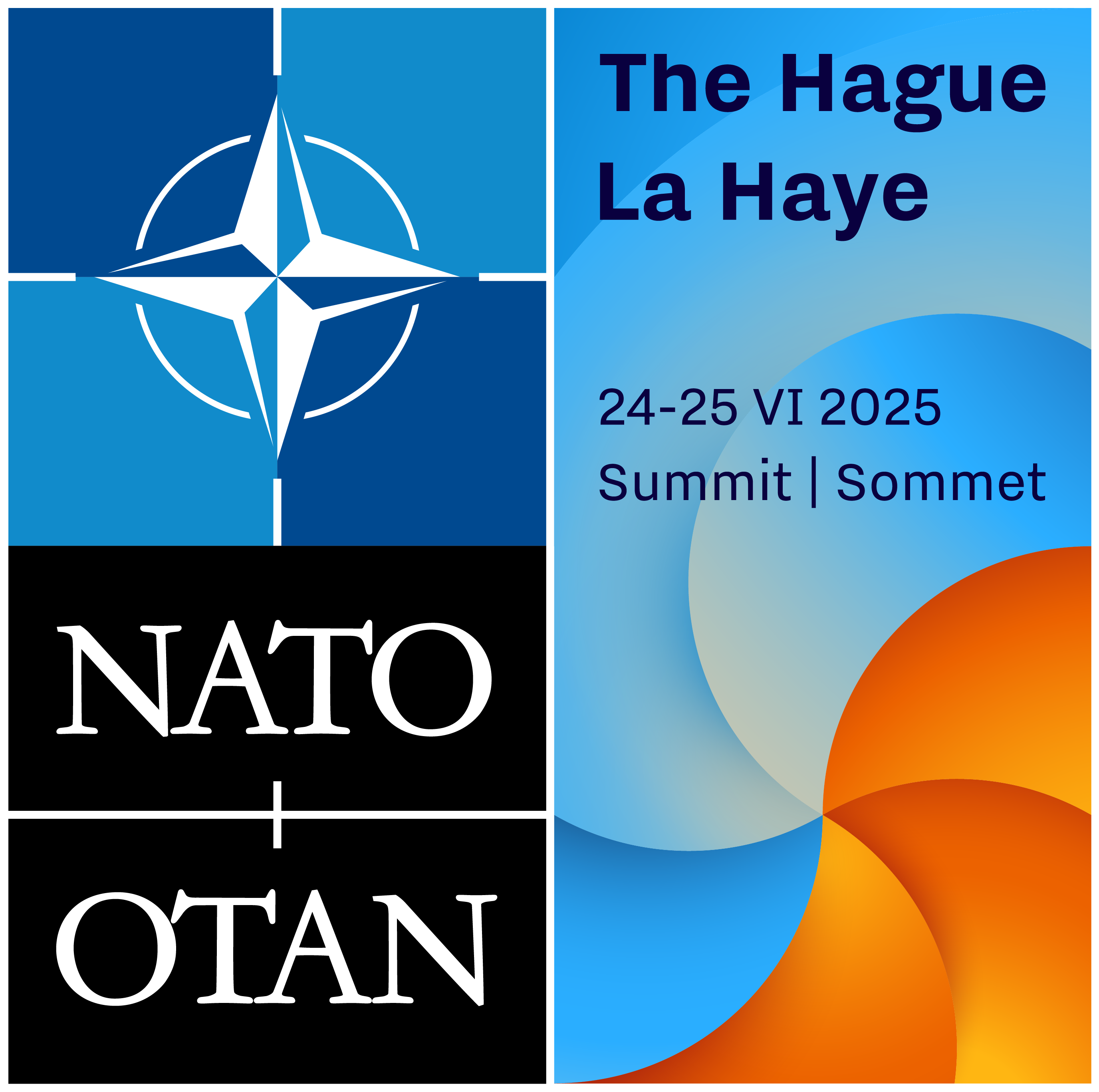
Logo des Gipfels

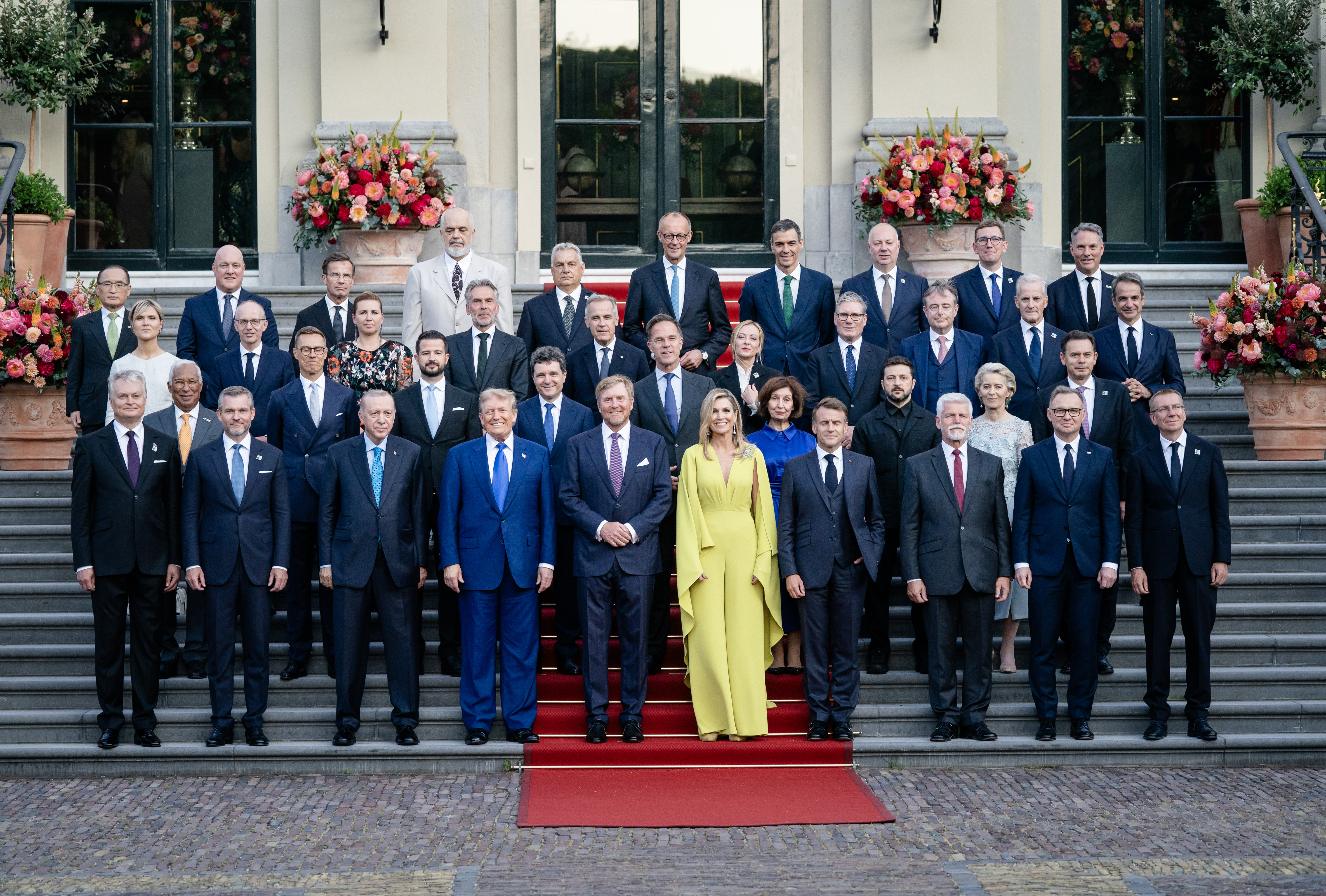
Gruppenfoto der Teilnehmer mit dem niederländischen Königspaar

Der NATO-Gipfel in Den Haag 2025 war ein Treffen der Staats- und Regierungschefs der 32 Mitglieder der NATO, ihrer Partnerländer und der Europäischen Union, das am 24. und 25. Juni 2025 im World Forum in Den Haag, Niederlande, stattfand.
Es war der erste NATO-Gipfel unter der Leitung von Mark Rutte, dem neuen NATO-Generalsekretär und ehemaligen niederländischen Premierminister. Zu den wichtigsten Diskussionsthemen des Gipfels gehörten die Stärkung der Abschreckungs- und Verteidigungsfähigkeiten der NATO, die Erhöhung der Verteidigungsausgaben und der Aufbau der Rüstungsindustrie sowie die Aufrechterhaltung der Unterstützung für die Ukraine. Aus aktuellem Anlass war am Rande auch der Nahostkonflikt Thema.

## Vereinbarungen

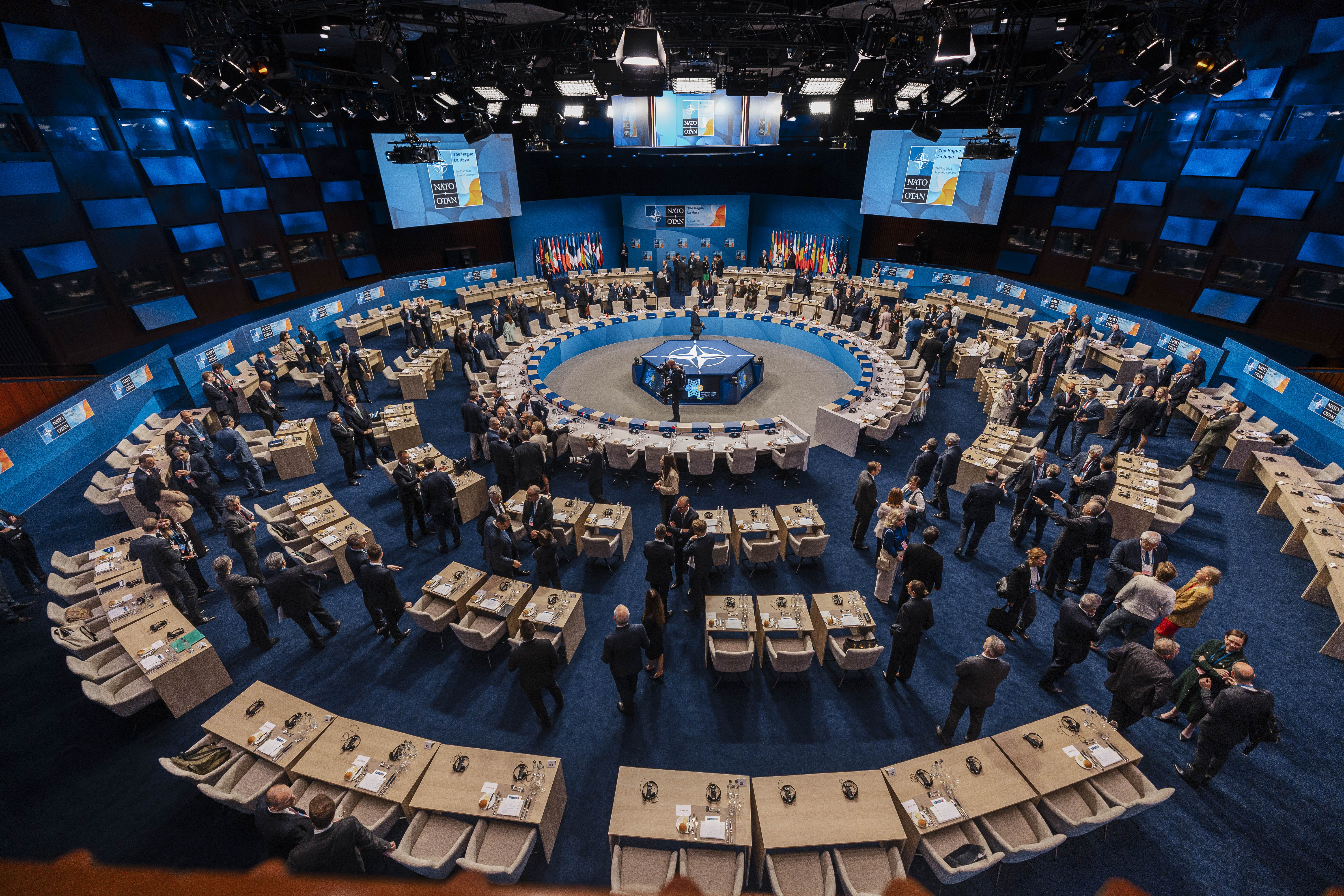
Arbeitstreffen der Staats- und Regierungschefs

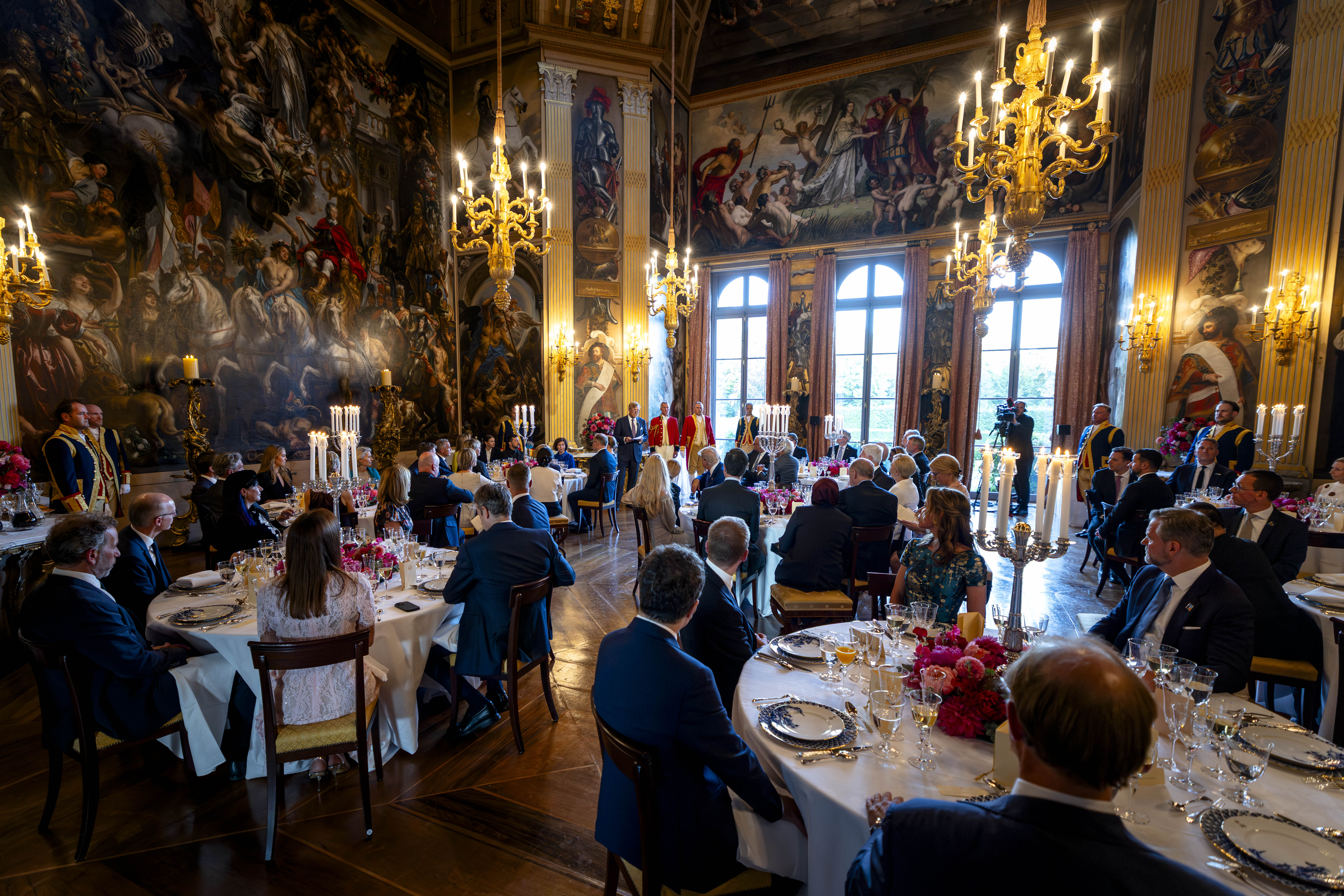
Abendessen mit niederländischem Königspaar

Die Teilnehmer des Gipfels beschlossen, dass die NATO-Partnerländer der USA ihre Verteidigungsausgaben schrittweise auf 3,5 Prozent des jeweiligen Bruttoinlandsprodukts anheben und zusätzlich auf 1,5 Prozent für andere verteidigungs- und sicherheitsrelevante Bereiche. Diese Ziele sollen im Jahr 2035 erreicht sein. Die Verteidigungsausgaben der NATO-Mitglieder unterscheiden sich bisher stark, Schlusslicht ist Spanien. Damit kamen die NATO-Mitglieder einer Forderung von US-Präsident Trump nach. Dieser hatte das militärische Beistandsversprechen der USA mehrmals für den Fall infrage gestellt, dass die anderen NATO-Mitglieder nicht mehr in ihre Verteidigung investieren. Als einziges Land trug Spanien den Erhöhungsbeschluss auf dem NATO-Gipfel nicht mit. Trump kündigte daraufhin an, er werde Spanien dafür bei einem geplanten Handelsabkommen mit den USA mit doppelt so hohen Zöllen wie andere Länder bezahlen lassen. Allerdings liegt die Zuständigkeit für die Außenhandelspolitik von EU-Mitgliedern wie Spanien nicht allein bei diesen, die Verhandlungen würde daher die EU-Kommission führen.

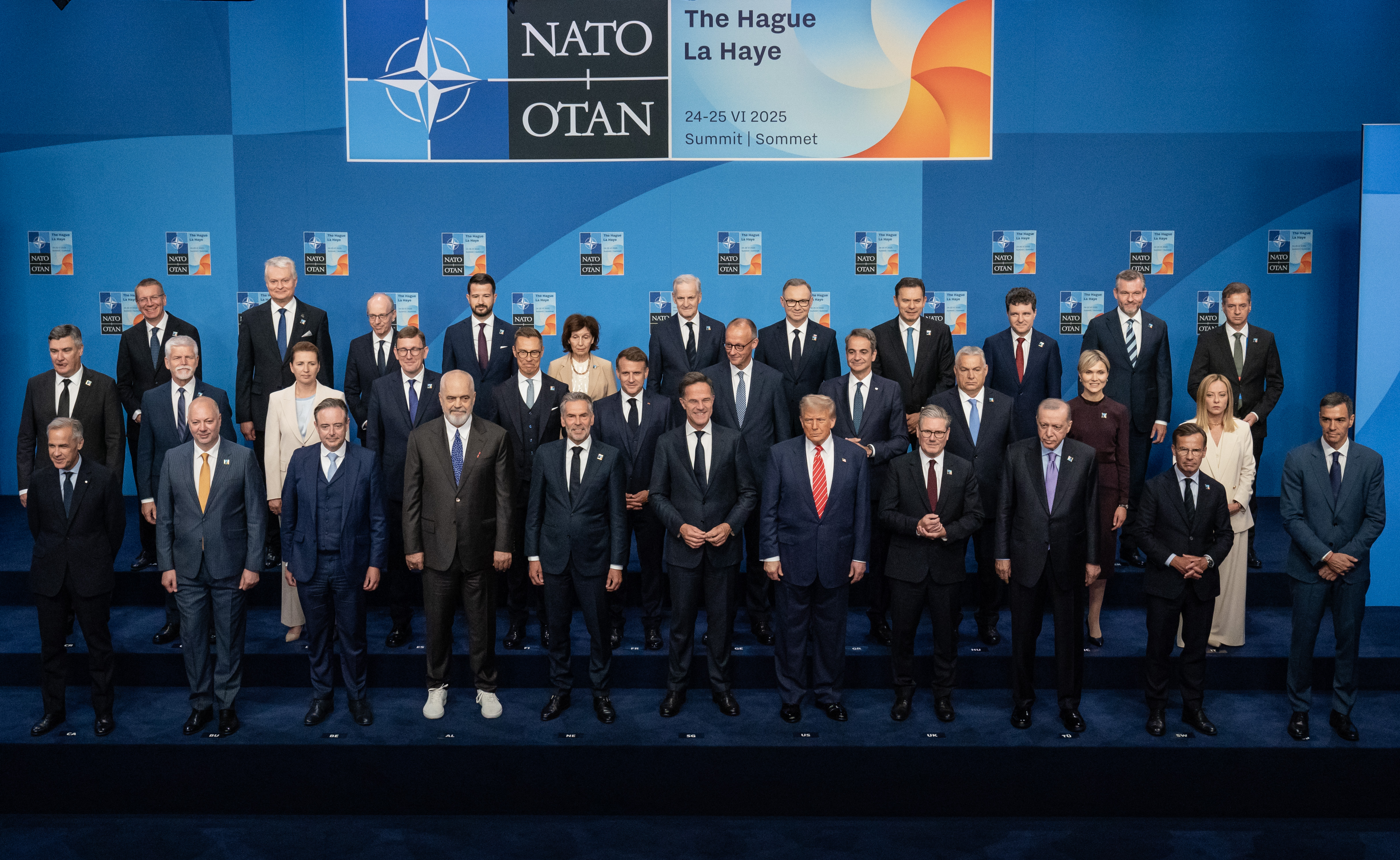
Familienfoto vom Gipfeltreffen 2025 in Den Haag

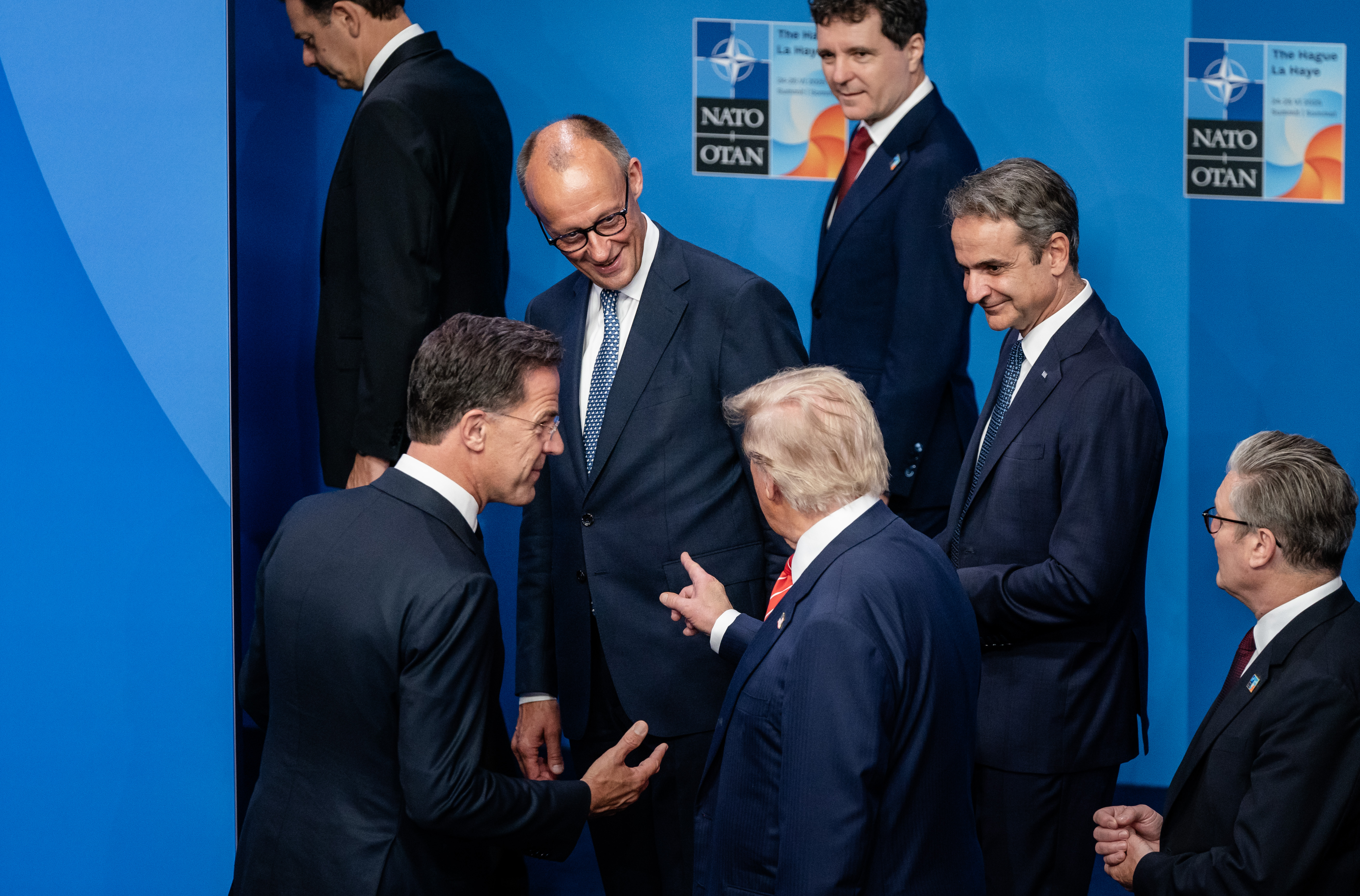
US-Präsident Donald Trump im Gespräch mit Bundeskanzler Friedrich Merz

Außerdem wurde vereinbart, dass Europa und Kanada künftig weit über 60 Prozent der konventionellen Fähigkeiten der NATO stellen sollen, Deutschland soll das zweitgrößte Paket übernehmen. Am Rande des Gipfeltreffens vereinbarten Deutschland und Norwegen zudem, gemeinsam präzisionsgelenkte Marschflugkörper mit großer Reichweite (sogenannte „Joint Strike Missiles“) für F-35-Kampfflugzeuge zu beschaffen. Sie sollen im Jahr 2027 zur Verfügung stehen. Die Beschaffung der JSM war bereits zuvor vom Haushaltsausschuss des deutschen Bundestags genehmigt worden. Im Rahmen des zeitgleich abgehaltenen Treffens des NATO-Ukraine-Rates sagte Deutschland zu, die Ukraine mit weiteren Patriot-Lenkflugkörpern aus Beständen der Bundeswehr zu unterstützen, die zeitnah geliefert werden sollen. Am Rande des Treffens trat Dänemark der „Maritimen Sicherheitspartnerschaft im Nordatlantik“ bei, die auf dem NATO-Gipfel in Washington 2024 von Deutschland, Kanada und Norwegen ins Leben gerufen worden war.

## Ablauf

### Montag, 23. Juni
- NATO-Generalsekretär Mark Rutte trifft sich mit dem Ministerpräsident der Niederlande Dick Schoof
- Pressekonferenz des Generalsekretärs vor dem Gipfel

### Dienstag, 24. Juni
- Ansprache des Generalsekretärs beim NATO Public Forum
- NATO-Generalsekretär trifft den albanischen Premierminister Edi Rama
- Unterzeichnungszeremonie beim NATO-Gipfelforum für die Verteidigungsindustrie
- Kurze Ansprachen des Generalsekretärs und des Präsidenten der Ukraine Wolodymyr Selenskyj
- Plenarsitzung des NATO-Gipfelforums für die Verteidigungsindustrie
- Treffen zwischen dem Generalsekretär, der Europäischen Union und der Ukraine
- Kurze Ansprachen des Generalsekretärs und des neuseeländischen Premierministers Christopher Luxon
- Kurze Ansprachen des Generalsekretärs und des japanischen Außenministers Takeshi Iwaya
- Ankunft der Staats- und Regierungschefs und ihrer Ehepartner im Palast Huis ten Bosch zum Abendessen mit dem König der Niederlande Willem-Alexander, Königin Máxima der Niederlande und Kronprinzessin Catharina-Amalia der Niederlande
- Arbeitsessen des Nordatlantikrat im Rahmen der Verteidigungsministersitzung
- Arbeitsessen des NATO-Ukraine-Rats im Rahmen der Außenministersitzung

### Mittwoch, 25. Juni
- Eröffnungsrede des NATO-Generalsekretär
- Kurze Ansprachen des Generalsekretärs und des Präsidenten der Vereinigten Staaten von Amerika Donald Trump
- Begrüßungszeremonie und offizielles Foto
- Treffen des Nordatlantikrats auf Ebene der Staats- und Regierungschefs; Veröffentlichung der Abschlusserklärung („Erklärung des Haager Gipfels“)
- Pressekonferenz des Generalsekretärs
- Treffen des Generalsekretärs mit den indopazifischen Partnern – Neuseeland, Australien, Japan und der Republik Korea; Veröffentlichung der NATO-Indopazifik-Erklärung
- Treffen des Generalsekretärs, des Präsidenten der Ukraine und der Staats- und Regierungschefs der E5-Staaten (Frankreich, Deutschland, Italien, Polen und Vereinigtes Königreich)

## Teilnehmer

### NATO-Mitglieder
| Land                   | Bild | Name                        | Amt                           |
| ---------------------- | ---- | --------------------------- | ----------------------------- |
| NATO                   |      | Mark Rutte                  | Generalsekretär               |
| Albanien               |      | Edi Rama                    | Ministerpräsident             |
| Belgien                |      | Bart De Wever               | Premierminister               |
| Bulgarien              |      | Rossen Scheljaskow          | Ministerpräsident             |
| Dänemark               |      | Mette Frederiksen           | Ministerpräsidentin           |
| Deutschland            |      | Friedrich Merz              | Bundeskanzler                 |
| Estland                |      | Kristen Michal              | Premierminister               |
| Finnland               |      | Alexander Stubb             | Präsident                     |
| Frankreich             |      | Emmanuel Macron             | Staatspräsident               |
| Griechenland           |      | Kyriakos Mitsotakis         | Ministerpräsident             |
| Island                 |      | Kristrún Frostadóttir       | Premierministerin             |
| Italien                |      | Giorgia Meloni              | Präsidentin des Ministerrats  |
| Kanada                 |      | Mark Carney                 | Premierminister               |
| Kroatien               |      | Zoran Milanović             | Präsident                     |
| Lettland               |      | Edgars Rinkēvičs            | Präsident                     |
| Litauen                |      | Gitanas Nausėda             | Präsident                     |
| Luxemburg              |      | Luc Frieden                 | Premierminister               |
| Montenegro             |      | Jakov Milatović             | Präsident                     |
| Niederlande            |      | Dick Schoof                 | Ministerpräsident (Gastgeber) |
| Nordmazedonien         |      | Gordana Siljanovska-Davkova | Präsidentin                   |
| Norwegen               |      | Jonas Gahr Støre            | Statsminister                 |
| Polen                  |      | Andrzej Duda                | Staatspräsident               |
| Portugal               |      | Luís Montenegro             | Premierminister               |
| Rumänien               |      | Nicușor Dan                 | Präsident                     |
| Schweden               |      | Ulf Kristersson             | Ministerpräsident             |
| Slowakei               |      | Peter Pellegrini            | Präsident                     |
| Slowenien              |      | Robert Golob                | Ministerpräsident             |
| Spanien                |      | Pedro Sanchez               | Ministerpräsident             |
| Tschechien             |      | Petr Pavel                  | Präsident                     |
| Türkei                 |      | Recep Tayyip Erdoğan        | Präsident                     |
| Ungarn                 |      | Viktor Orbán                | Ministerpräsident             |
| Vereinigtes Königreich |      | Keir Starmer                | Premierminister               |
| Vereinigte Staaten     |      | Donald Trump                | Präsident                     |

### Eingeladene Nicht-NATO-Mitglieder
| Land              | Bild | Name                 | Amt                                     | Teilnahme |
| ----------------- | ---- | -------------------- | --------------------------------------- | --------- |
| Australien        |      | Anthony Albanese     | Premierminister                         | Abwesend  |
| Europäische Union |      | António Costa        | Präsident des Europäischen Rates        | Bestätigt |
| Europäische Union |      | Ursula von der Leyen | Präsidentin der Europäischen Kommission | Bestätigt |
| Japan             |      | Shigeru Ishiba       | Premierminister                         | Abwesend  |
| Neuseeland        |      | Christopher Luxon    | Premierminister                         | Bestätigt |
| Südkorea          |      | Lee Jae-myung        | Präsident                               | Abwesend  |
| Ukraine           |      | Wolodymyr Selenskyj  | Präsident                               | Bestätigt |